# 醉翁亭
醉翁亭，中国四大名亭之首，又被称为天下第一亭。位于现安徽省滁州市西南的琅琊山风景名胜区中。

## 历史
北宋庆历六年（1046年），文人欧阳修被贬为滁州太守。欧阳修自号“醉翁”，醉翁亭之名由此而得。后写下传世之作《醉翁亭记》，其中有千古名句“醉翁之意不在酒，在乎山水之间也。”醉翁亭与琅琊山的清秀山水从此闻名于世。今存亭台为清代修筑。